# Evangelische Kirche (Baiertal)

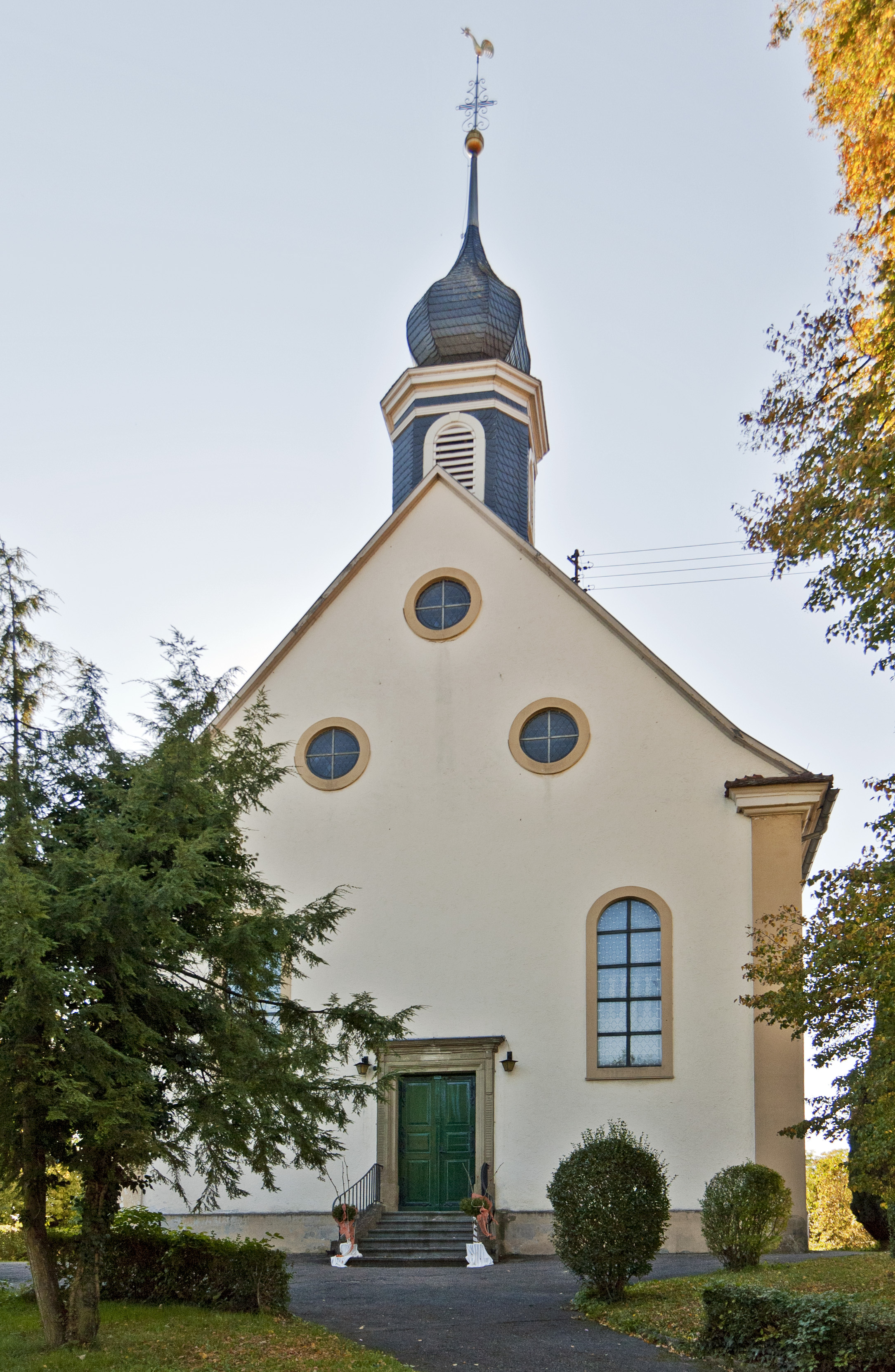
Evangelische Kirche in Baiertal

Die evangelische Kirche in Baiertal, einem Stadtteil von Wiesloch im Rhein-Neckar-Kreis in Baden-Württemberg, wurde von 1802 bis 1804 erbaut.

## Geschichte
Eine Kirche in Baiertal wurde urkundlich erstmals 1369 erwähnt und war Filiale von Dielheim. Im Wormser Synodale von 1496 ist das Patrozinium des hl. Gallus belegt. Nach der Reformation in der Kurpfalz wurde die Kirchenhoheit von der Kurpfalz beansprucht, obwohl sich die Kirche im deutschordischen Teil des Ortes befand. Kurfürst Friedrich III. ordnete die Kirche der reformierten Pfarrei von Wiesloch zu. Die Kirche wurde 1592 restauriert, verödete jedoch wieder in der Zeit des Dreißigjährigen Krieges. 1697 wurde die Kirche unter Beteiligung der reformierten, der lutherischen und der katholischen Gemeinde wiederaufgebaut. Bei der kurpfälzischen Kirchenteilung 1707 kam die Kirche an die reformierte Gemeinde, wurde dann aber ab 1710 als Simultankirche für alle drei Konfessionen genutzt, wobei die reformierte Gemeinde von Wiesloch, die Lutheraner von Schatthausen und die Katholiken von Dielheim aus betreut wurden.
Die alte Kirche befand sich in Hanglage etwa 20 Meter unterhalb des heutigen Gebäudes. Im späten 18. Jahrhundert war die Kirche für jede der drei Konfessionen zu klein, außerdem hatte der ungünstige Baugrund zu Bauschäden geführt und war der Dachstuhl morsch. Die drei Konfessionen entschieden sich daher zu einem gemeinsamen Neubau. Die Baulast lag in Teilen beim Hochstift Worms, bei der kurpfälzischen geistlichen Administration in Heidelberg, bei der katholischen Pfarrei Dielheim und bei der Gemeinde Baiertal. Nach achtjährigen Verhandlungen konnten im Juni 1802 die Bauarbeiten für einen Neubau vergeben werden.
Die Grundsteinlegung für den heutigen Bau fand am 22. Juni 1802 statt. Baumeister war Stefan Schwarz aus Sickingen. Die Ziegel der Kirche stammen aus Zuzenhausen, die Dachlatten aus Flehingen und die Lattennägel aus Wiesloch. Die reformierten und katholischen Geistlichen haben die Kirche 1804 geweiht, ihr lutherischer Kollege erst 1806. Der Streit über die Inneneinrichtung und die Mitbenutzung der Sakristei zog sich bis 1808 hin.
Nach dem Zusammenschluss der reformierten und lutherischen Gemeinden zur evangelischen Landeskirche in Baden 1821 erhielt Baiertal 1847 eine eigene evangelische Pfarrstelle. Die Katholiken bemühten sich ebenfalls schon seit der ersten Hälfte des 19. Jahrhunderts um eine eigene Pfarrei, erhielten diese aber erst wesentlich später, so dass die Kirche weiterhin bis zum Bau der katholischen Galluskirche 1912/13 als Simultankirche in Gebrauch war.
1854 hat man das Dach der Kirche saniert, 1869 erfolgte ein neuer Innenanstrich. Nach dem Auszug der Katholiken 1912 wurde die Kirche erneut saniert, danach nochmals 1957 und von 1983 bis 1988.
Um die Kirche befand sich bis 1840 der Friedhof des Ortes, danach hat man westlich an die alte Ringmauer um den Kirchhof angrenzend einen neuen, den heutigen Alten Friedhof angelegt, der 1878 erweitert wurde und bis zur Fertigstellung des Bergfriedhofs 1988 zu Bestattungen genutzt wurde.